# Paragorgopis foetterlei
Paragorgopis foetterlei är en fjärilsart som beskrevs av Pierre E.L. Viette 1951. Paragorgopis foetterlei ingår i släktet Paragorgopis och familjen rotfjärilar. Inga underarter finns listade i Catalogue of Life.